# Мендосино (округ)
Мендоси́но (англ. Mendocino) — округ, расположенный на северном побережье американского штата Калифорния, к северу от области залива Сан-Франциско, и к западу от Калифорнийской долины. По состоянию на 2000 год, численность населения составляла 86 265 человек. Административный центр — Юкайа.
Округ известен своим неповторимым тихоокеанским побережьем, лесами секвойи, производством вина, пивоварнями и либеральными взглядами относительно 
конопли.
Примечателен своей исторической и региональной привлекательностью «Сканк Трэйн» (Поезд Скунса), соединяющий Форт-Брагг и Уиллитс в округе Мендосино.